# 저우자이 (배우)
저우자이(중국어 정체자: 周家怡, 병음: Zhōu Jīayí, 한자음: 주가이, Catherine Chau Ka Yee, 1979년 7월 23일 ~ )는 홍콩의 배우이다.